# Ozyptila heterophthalma
Ozyptila heterophthalma là một loài nhện trong họ Thomisidae.
Loài này thuộc chi Ozyptila. Ozyptila heterophthalma được Lucien Berland miêu tả năm 1938.